# 66 (álbum)
| Críticas profissionais | Críticas profissionais |
| Avaliações da crítica  | Avaliações da crítica  |
| Fonte                  | Avaliação              |
| ---------------------- | ---------------------- |
| Monkeybuzz             | [ 1 ]                  |

66 é o primeiro álbum da banda paulista O Terno. Foi lançado em 2012 em formato de CD e download gratuito na internet. Em 2014, foi disponibilizada a versão em LP. O disco possui dois lados: o lado A, com composições próprias, e o lado B, com versões de músicas de Maurício Pereira e de sua banda, Os Mulheres Negras, interpretadas pela banda e pelo próprio Maurício. O disco apresenta 10 faixas que somam aproximadamente 40 minutos e contam com as participações especiais de Marcelo Jeneci e Dino Vicente.

## Faixas

### Lado A
| N.º | Título                      | Compositor(es)                         | Duração |  |
| 1.  | "66"                        | Martim Bernardes                       | 2:31    |  |
| 2.  | "Morto"                     | Martim Bernardes                       | 4:44    |  |
| 3.  | "Eu Não Preciso de Ninguém" | Martim Bernardes e Guilherme D'Almeida | 2:46    |  |
| 4.  | "Enterrei Vivo"             | Martim Bernardes                       | 3:46    |  |
| 5.  | "Zé, Assassino Compulsivo"  | Martim Bernardes                       | 4:30    |  |

### Lado B
| N.º | Título               | Compositor(es)     | Duração |  |
| 6.  | "Quem é Quem"        | Maurício Pereira   | 4:32    |  |
| 7.  | "Modão de Pinheiros" | Maurício Pereira   | 4:28    |  |
| 8.  | "Purquá Mecê"        | Os Mulheres Negras | 4:38    |  |
| 9.  | "Compromisso"        | Maurício Pereira   | 1:53    |  |
| 10. | "Tudo por Ti"        | Maurício Pereira   | 3:53    |  |

## Ficha Técnica
- O Terno:
  - Martim Bernardes: Guitarra e voz + (órgão em "Morto" e "Eu Não Preciso de Ninguém)
  - Guilherme D'Almeida: Baixo
  - Victor Chaves: Bateria

- Participações especiais:
  - Maurício Pereira - Voz e sax tenor (no Lado B).
  - Dino Vicente - Minimoog em "Enterrei Vivo".
  - Marcelo Jeneci - Hammond em "66" e "Zé, Assassino Compulsivo".